# Hôtel des Menus-Plaisirs

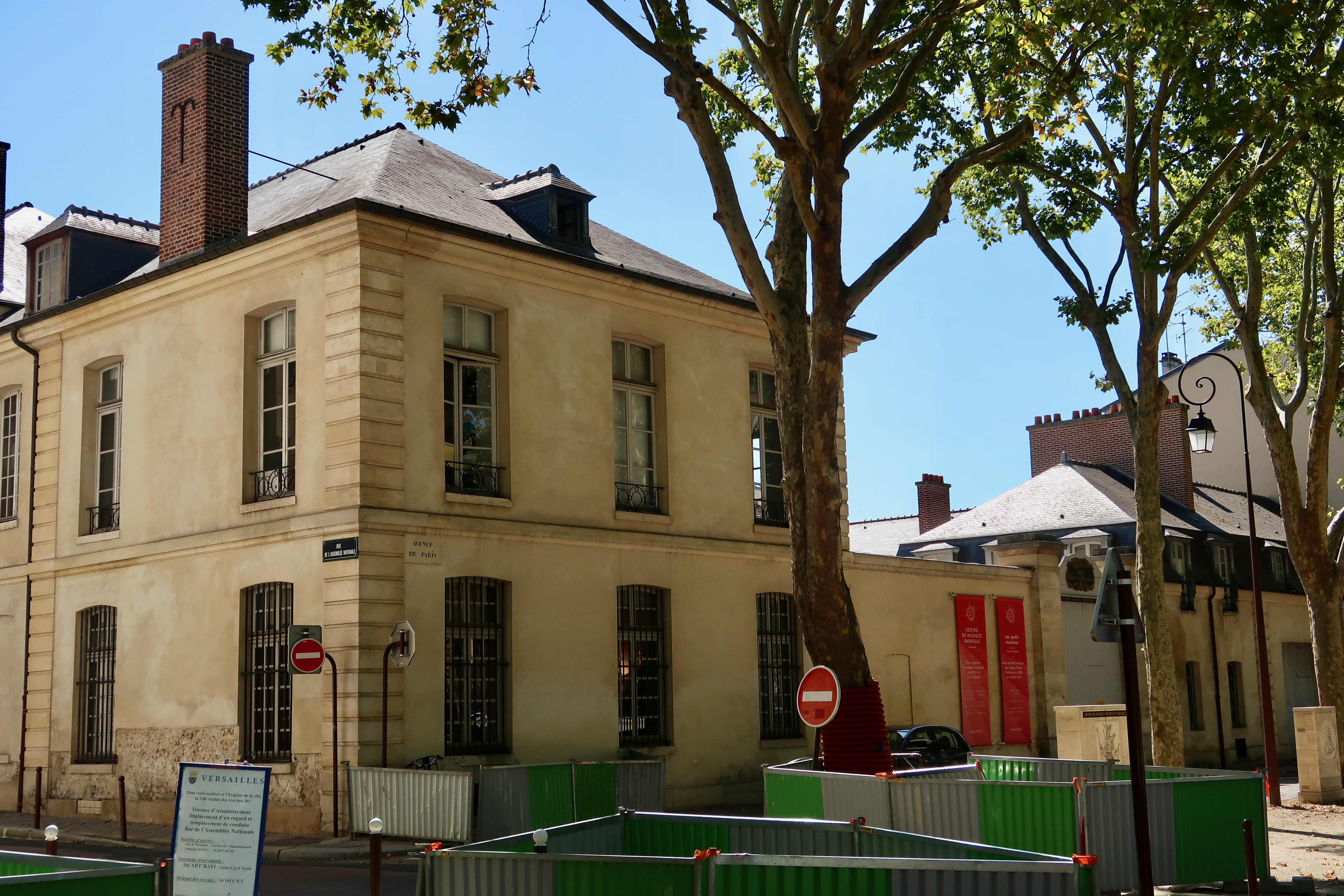
Het Hôtel des Menus-Plaisirs in 2017

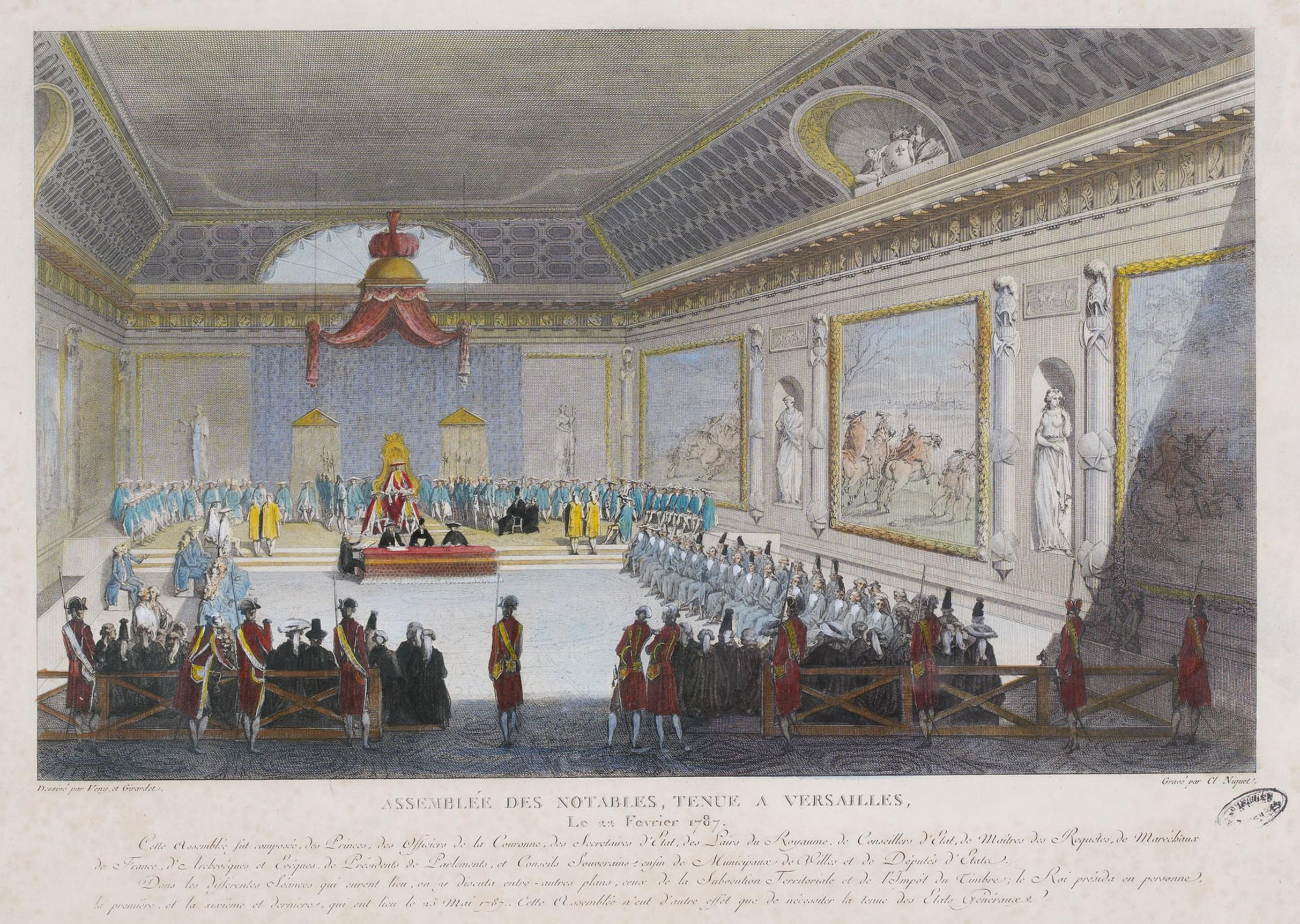
De Assemblée des Notables van 1787 in de tijdelijke zaal

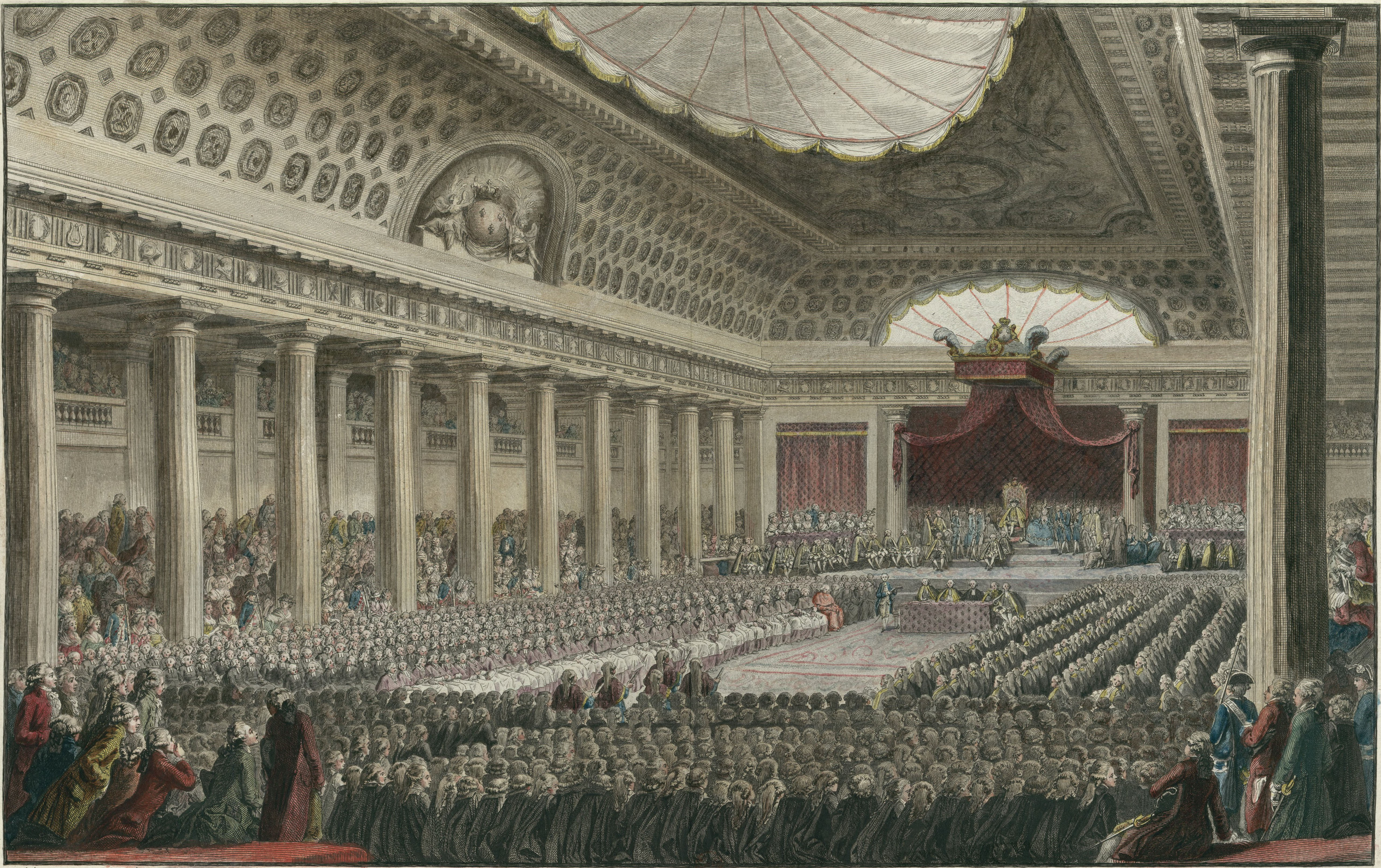
Openingszitting van de Staten-Generaal op 5 mei 1789 in de uitgebreide zaal

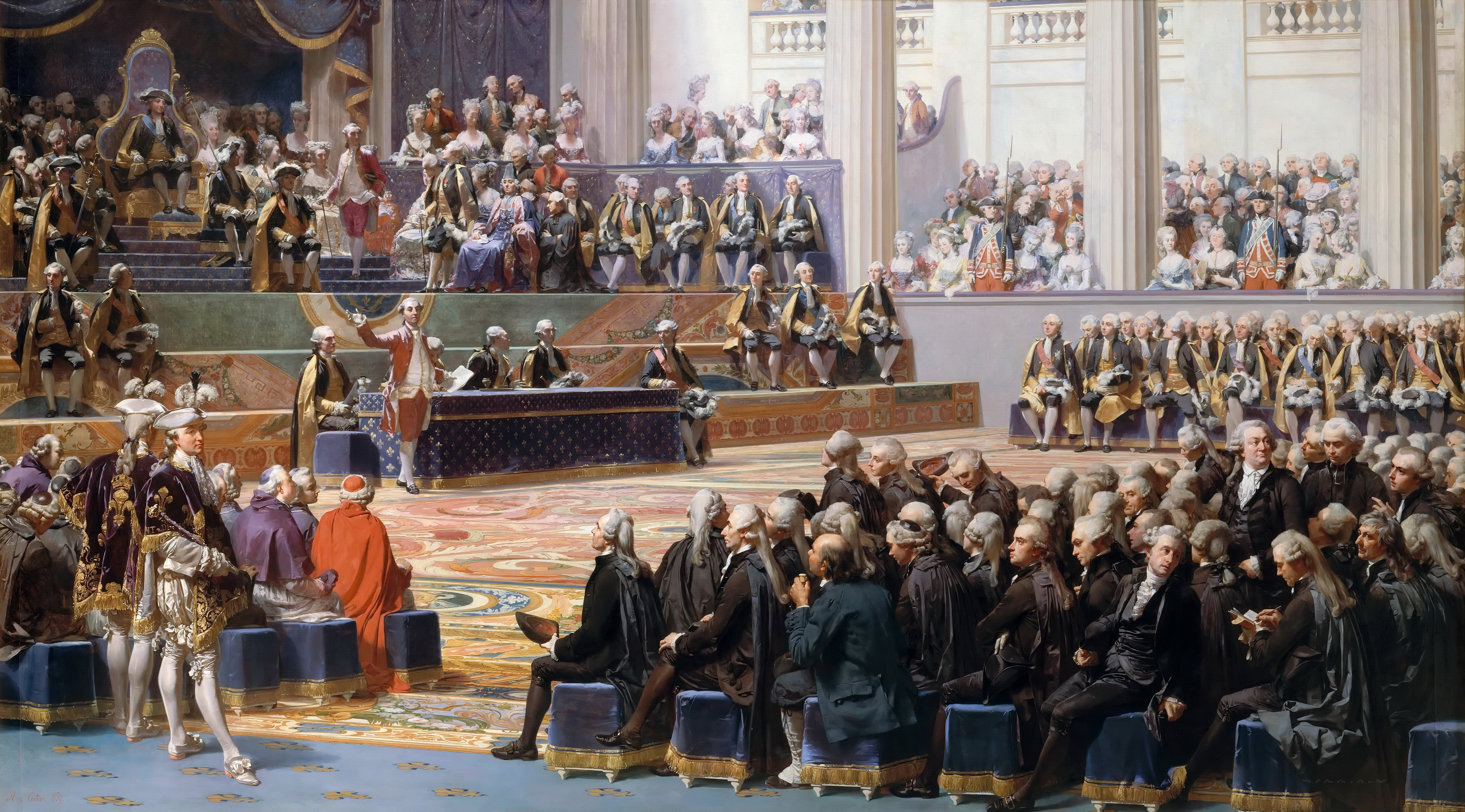
De openingszitting op een schilderij van Couder uit 1839

Het Hôtel des Menus-Plaisirs is een gebouw aan de Avenue de Paris 22 in Versailles. In de gesloopte grote zaal speelden zich belangrijke episodes van de Franse Revolutie af. De bewaarde gebouwen werden in die tijd gebruikt als bureau en voor kleinere vergaderingen. Het in 1927-1929 als historisch monument beschermde gebouw kreeg een nieuwe bestemming en biedt sinds 1996 onderdak aan het Centre de musique baroque de Versailles.

## Geschiedenis
Het gebouw ontleent zijn naam aan de Menus-Plaisirs du Roi, kleine genoegens zoals muziek, toneel en sport die gangbaar waren aan het Hof van Versailles. Koning Lodewijk XV liet rond 1745 het Hôtel des Menus-Plaisirs bouwen om decors en andere toneelrekwisieten, maar ook benodigdheden voor jeu de paume, te kunnen opbergen. Er waren ook ateliers voor het maken van modellen, kostuums, schilderijen en sculpturen. In 1759 bracht abbé Nollet een natuurkundig kabinet onder in het gebouw om de koningskinderen, te beginnen met de toekomstige Lodewijk XVI, te onderrichten. Het Hôtel des Menus-Plaisirs was rond twee binnenpleinen gebouwd op verschillende niveaus. Het lage plein heeft uitzicht op Avenue de Paris 22 en het hoge op Rue des Etats Généraux 19. 
Op dit laatste binnenplein werd een tijdelijke zaal opgetrokken met het oog op de Assemblée des Notables van 1787. Het volgende jaar kwam deze vergadering er opnieuw bijeen. In 1789 had de veel grotere Staten-Generaal een onderkomen nodig. Hofarchitect Pierre-Adrien Pâris kreeg opdracht de bestaande Salle des Menus-Plaisirs uit te breiden, wat hij deed door de wanden te vervangen door zuilengalerijen. De luxueus gedecoreerde maar demonteerbare zaal, die voortaan het hele binnenplein innam, was klaar voor de openingszitting op 5 mei. De soeverein zat geïnstalleerd onder een baldakijn op de plaats waar zich tegenwoordig de overdekte trap bevindt die de twee binnenplaatsen verbindt. De afgevaardigden waren per stand gegroepeerd in een U-vormige opstelling, terwijl het publiek een plaats kreeg op tribunes achter de zuilen. Na een tweetal maanden ruimde de rechthoekige opstelling plaats voor een langwerpig amfitheater om het zien en horen van de sprekers te verbeteren. Gedenkwaardige gebeurtenissen die in 1789 in de Salle des Menus-Plaisirs plaatsvonden, waren het uitroepen van de Nationale Vergadering op 17 juni, de oprichting van de Nationale Grondwetgevende Vergadering op 9 juli, de afschaffing van de adellijke privileges op 4 augustus en het aannemen van de Verklaring van de Rechten van de Mens en van de Burger op 26 augustus. 
De koning, toen Lodewijk XVI, zag zich na de mars op Versailles gedwongen naar de Tuilerieën te verhuizen en de 1318 gedeputeerden besloten hem te volgen. Ze namen op 19 oktober hun intrek in de kapel van het Aartsbisschoppelijk Paleis en vanaf 9 november in de Salle du Manège. Het Hôtel des Menus-Plaisirs bleef in gebruik voor kleinere electorale vergaderingen, zoals die van het departement Seine-et-Oise. Onder meer Robespierre werd er verkozen tot voorzitter van de districtrechtbank. In 1792 bood het pand onderkomen aan de criminele rechtbank, in afwachting van de transformatie van het oude baljuwschap tot rechtszaal. Vervolgens diende het hotel als voedingscentrum voor de gendarmerie en het leger. De vele accessoires die er nog waren gestockeerd, vonden hun weg naar Parijse theaterdirecteurs. 
In 1800 werd het gebouw verkocht aan een zekere Dubusc. De prefect heeft een jaar later nog geprobeerd de verkoop te annuleren, maar hij kwam te laat: onder meer de grote zaal was al tegen de vlakte gegaan. Het gebouw werd enige tijd een cavaleriekazerne en stond dan meer dan een eeuw leeg, tot de stad Versailles er in 1942 haar technische diensten installeerde. Voor de viering van 200 jaar revolutie in 1989 bekostigde de Franse staat een restauratie. Sinds 1996 is een deel van het gebouw voorbehouden aan het stedelijke centrum voor barokmuziek. De tegels van het hoogste binnenplein geven weer hoe de Salle des Menus-Plaisirs was ingericht ten tijde van de Staten-Generaal.